# Ahmad al-Ghashmi
Ahmad bin Hussein al-Ghashmi (21 de agosto de 1941 - Sana, 24 de junho de 1978) (em árabe: أحمد حسين الغشمي) foi o Presidente da República Árabe do Iêmen de 11 de outubro de 1977 até sua morte, ocorrida oito meses depois. Al-Ghashmi assumiu o poder quando seu antecessor, Ibrahim al-Hamdi, foi assassinado. O próprio Ghashmi seria assassinado posteriormente; seu assassinato ocorreu quando estava em uma reunião com um emissário enviado pelo Presidente da República Democrática Popular do Iêmen, Salim Rubai Ali, e uma maleta, supostamente contendo uma mensagem secreta, explodiu, matando al-Ghashmi e o emissário. É desconhecido o responsável pela detonação do artefato explosivo. Coincidentemente, Rubai morreu em um golpe de Estado, três dias após o evento.